# ناز قرمز
ناز قرمز یا کراسولای آتشین، گیاهی زیبا با برگ‌های سرخ و سرخ-سبز رنگ، و از خانواده گیاهان گوشتی است. این گیاه برای همین سرخی برگ‌هایش، آتشین نام گرفته‌است.

## تعریف

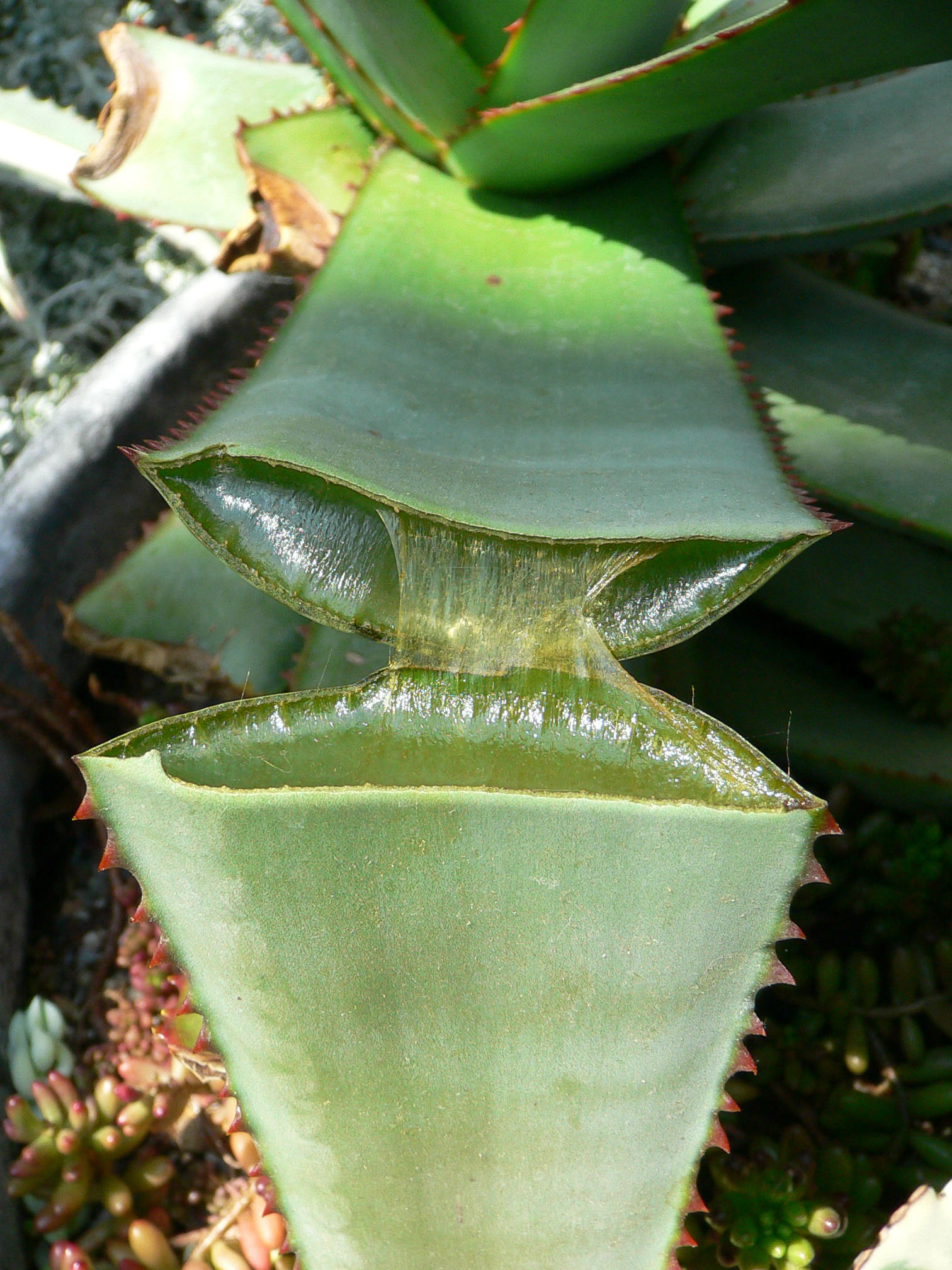
گیاهان گوشتی، مانند این صبر زرد، آب را در برگ‌های گوشتی‌شان ذخیره می‌کنند.

گیاهان گوشتی(به انگلیسی: Saculent)، که معمولاً ساکولنت خوانده می‌شوند، گیاهانی هستند که با ذخیره آب در برگ‌ها، ساقه و ریشه، خود را با شرایط زیستی مناطق گرم و خشک تطبیق داده‌اند و به همین دلیل توانایی تحمل گرما و کم‌آبی‌های طولانی را دارند. برگ‌های این گیاهان به‌دلیل ذخیره آب، توپر و گوشتی دیده می‌شوند. به آن‌ها گیاهان شیره‌دار یا گیاهان آب‌دار هم گفته‌اند. ساکولنت‌ها، با جذب رطوبت اطرافشان، می‌توانند در شرایط سخت نیز تکثیر شوند و در محیط‌های کم‌آب و گرم پرورش یابند.
ساکولنت‌ها به‌طور کلی به دو گونه تقسیم می‌شوند: ساکولنت‌های سخت و ساکولنت‌های نرم. ساکولنت‌های سخت گیاهانی هستند که مقاومت بسیاری در برابر آسیب‌های محیطی دارند. ساکولنت‌های نرم گیاهانی هستند که مقاومت کمتری در برابر این آسیب‌ها دارند.
ساکولنت‌ها دربرابر آفات نیز مقاوم‌اند و آفات آن‌ها در مقایسه با دیگر گیاهان، کمتر است. در داخل خانه، احتمال ابتلا به قارچ و چند نوع حشره برای این گیاه هست و در بیرون از خانه، شته یا اسکیل ممکن است به این گیاه آسیب بزنند.
ساکولنت‌ها رنگ‌های بسیاری دارند، از آبی، صورتی و بنفش گرفته تا سبز، نارنجی و قرمز. برگ‌های آبدار و گوشتی، به آن‌ها قابلیت تغییر رنگ بسیاری داده‌است. این گیاهان به‌دلیل همین تنوع در رنگ‌هایشان، محبوبیت بالایی دارند.
ساکولنت‌ها دارای ۶۰ گونه گیاهی مختلف‌اند. معمولاً تنها کاکتوس‌ها ساکولنت شمرده می‌شوند، درحالی‌که کاکتوس‌ها بخش کوچکی از ساکولنت‌ها را تشکیل می‌دهند. هر کاکتوسی یک ساکولنت است، اما هر ساکولنتی کاکتوس نیست.

## برگ‌ها
برگ‌های ناز قرمز، به‌صورت مرکزی رشد می‌کنند و دارای رنگ‌های سبز، زرد و قرمز اند.

## خاک
خاک مناسب ناز قرمز، نیمی شن، کمی ماسه و کمی خاک کاکتوس است. البته ترکیب ماسه و پیت ماس نیز مناسب است، اما با بیشتر شدن درصد ماسه، آبیاری بیشتری لازم است.

## نور
به‌طور کلی، کراسولای آتشین نور زیادی می‌خواهد. سرخی برگ‌های این گیاه به‌دلیل همین نور زیاد است.

## دما
ساکولنت‌ها به‌طور کلی مکان‌های گرم را دوست دارند. کراسولای آتشین نیز همین‌طور است. مکان‌های سرد یا دائماً درحال تغییر دما، برای این گل‌ها مناسب نیست.

## تکثیر
۳ روش برای تکثیر ناز قرمز وجود دارد.

### قلمه‌گیری
در این روش، قلمه‌ها را با ساقه‌شان از گیاه جدا شده و مستقیماً در خاک مناسب کاشته می‌شوند.

### پاجوش
در این روش، هنگام تعویض گلدان، یکی از پاجوش‌های کناری گیاه در گلدانی جدا کاشته می‌شود.

### جوانه
در این روش، برگ‌های تازه کنده شده، در خاک مرطوب و مخلوط شده با کمی پیت ماس، کاشته می‌شوند. این برگ‌ها پس از کاشته شدن، پس از ۱ تا ۲ ماه، جوانه‌های جدیدی می‌زنند.

## بیماری‌ها

### از دست دادن رنگ
در صورت نبود نور کافی، برگ‌های ناز قرمز رنگ خودشان را از دست می‌دهند، رشد علفی پیدا می‌کنند و به مرور زمان، خود ناز قرمز نیز می‌میرد.

### خشکی سریع خاک
ماسه، آب را درون خود نگه نمی‌دارد و سریع خشک می‌شود، بنابراین توصیه می‌شود که با بیشتر شدن درصد ماسه در خاک ناز قرمز، آبیاری‌اش نیز بیشتر شود.

### پوسیدگی ریشه
اگر آبیاری زیاد باشد، باعث پوسیدگی ریشه ناز قرمز می‌شود. در برخی موارد، گیاهان گوشتی می‌توانند ریشه خود را ترمیم کنند. برای اینکار، لازم است که به‌دقت، ریشه‌های مرده و پوسیده از گیاه جدا شده و گیاه نیز در خاکی خشک کاشته شود. اما اگر پوسیدگی زیاد باشد و به بخش‌های داخلی و حساس گیاه آسیب زده باشد، چاره‌ای جز دور انداختن آن نیست.